# Tonči Valčić
Tonči Valčić, né le 9 juin 1978 à Zadar,, est un handballeur international croate. Il est notamment championnat du monde 2003. Son frère, Josip Valčić, est également international croate.

## Palmarès

### Club
compétitions internationales 
- Finaliste de la Ligue des champions en 1997, 1998 et 1999

 compétitions nationales 
- Vainqueur du Championnat de Croatie (13) : 1997, 1998, 1999, 2000, 2009, 2010, 2011, 2012, 2013, 2014, 2015, 2016, 2017
- Vainqueur de la Coupe de Croatie (13) : 1997, 1998, 1999, 2000, 2009, 2010, 2011, 2012, 2013, 2014, 2015, 2016, 2017

### Sélection nationale
Championnat du monde
- Médaille d'or au Championnat du monde 2003,  Portugal
- Médaille d'argent au Championnat du monde 2005,  Tunisie
- 5e place au Championnat du monde 2007,  Allemagne
- Médaille d'argent du Championnat du monde 2009,  Croatie

Championnat d'Europe
- Médaille d'argent Championnat d'Europe 2008,  Norvège

Jeux olympiques
- 4e place aux Jeux olympiques 2008 de Pékin,  Chine